# Eileen Ford
Eileen Ford (født Otte den 25. marts 1922, død 9. juli 2014) var en amerikansk modelbureau direktør og stiftede, i 1946, sammen med sin mand, Gerard "Jerry" Ford af Ford Models, et af de tidligste og internationalt bedst kendte modelbureauer i verden.